# Veltheim (Adelsgeschlechter)

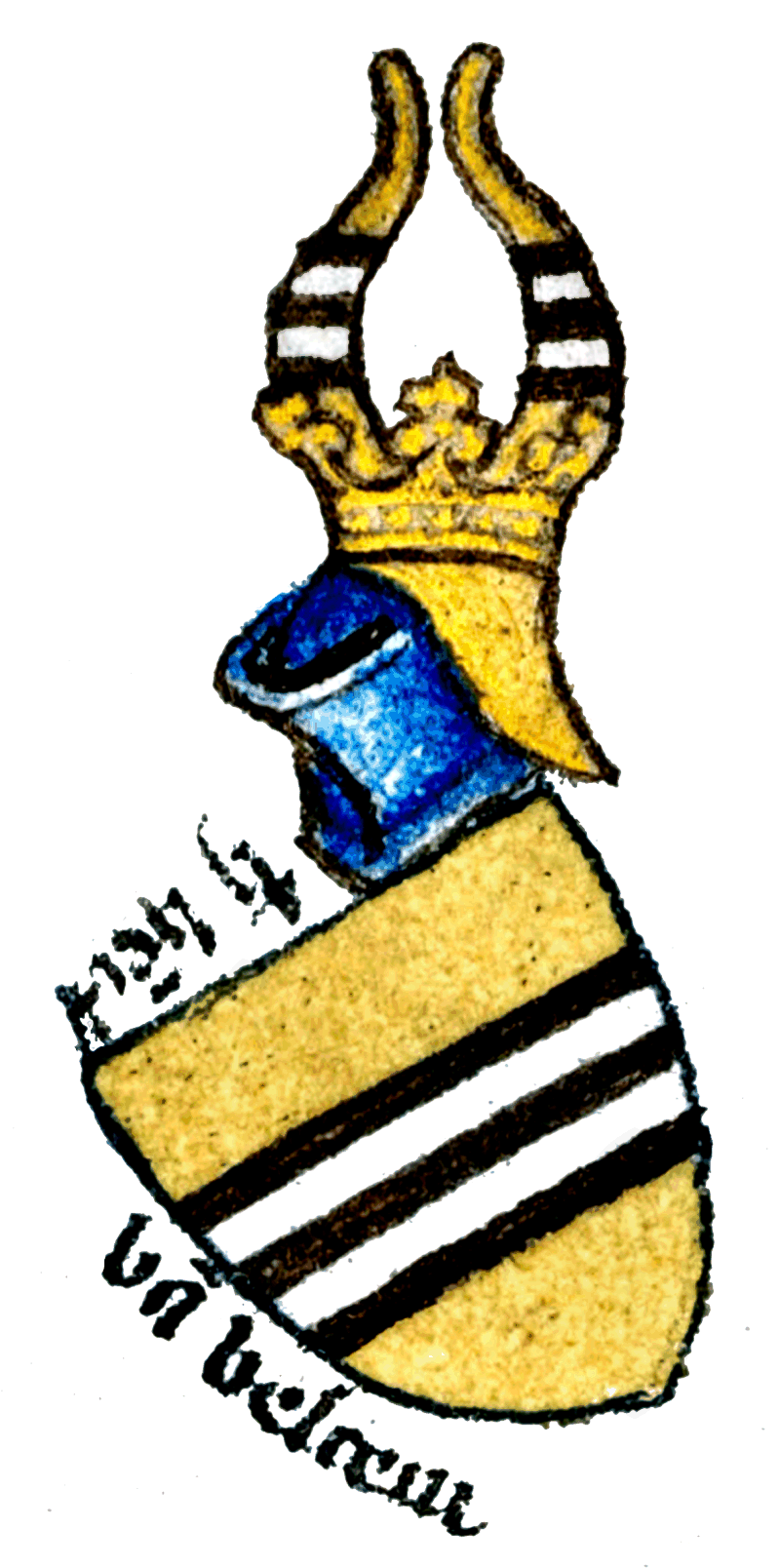
Stammwappen derer von Veltheim im Armorial Gelre, 1345–1414

Folgende Adelsgeschlechter des Namens von Veltheim sind zu unterscheiden:
Ein edelfreies, vermutlich aus Schwaben stammendes Geschlecht von Veltheim, welches um 1068 im Herzogtum Sachsen, vermutlich in Veltheim am Fallstein, ansässig wurde und zwischen 1157 und 1238 als Grafen von Osterburg und Altenhausen in Erscheinung trat. Es ist nach 1238 erloschen. Es führte ein Wappen mit drei schwarzen Balken, wie es auch für ein schwäbisches Adelsgeschlecht von Veltheim überliefert ist, das vermutlich gleichen Stammes war.
Im 13. Jahrhundert war außerdem eine Familie (oder Linie) von Veltheim (ebenfalls mit leicht abgewandeltem Balkenwappen) zu Veltheim bei Winterthur in der Schweiz als Ministerialen der Grafen von Kyburg begütert. Eine Abstammung von derselben schwäbischen Familie erscheint ebenfalls möglich, ist aber nicht nachgewiesen.
Daneben gibt es das 1141 erstmals genannte uradlige braunschweigische Ministerialengeschlecht von Veltheim auf Veltheim an der Ohe bei Wolfenbüttel, das ursprünglich einen Lindenzweig im Wappen führte und erst 1391 das Balkenwappen der inzwischen erloschenen Grafen von Veltheim-Osterburg-Altenhausen übernahm. Diese Familie stammt aber vermutlich nicht von den Edelherren und Grafen ab, hatte ihnen aber möglicherweise als Ministerialen gedient. Diese Familie ist in Niedersachsen und Sachsen-Anhalt ansässig und blüht noch in verschiedenen Zweigen.

## Edelherren und Grafen von Veltheim und Osterburg

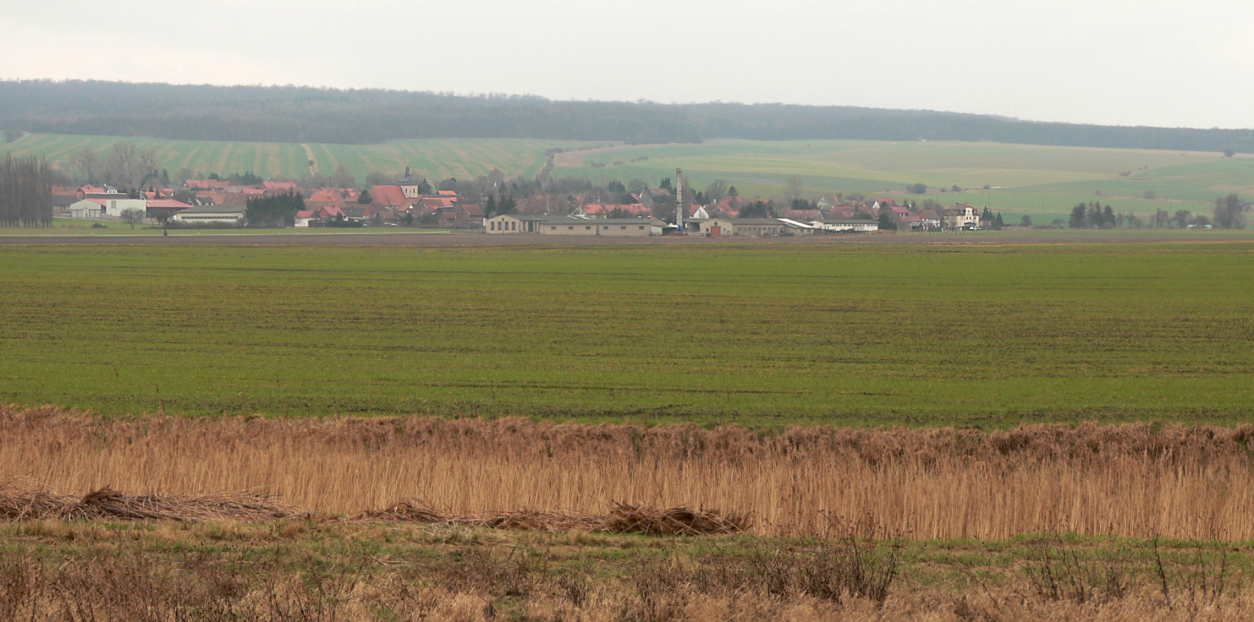
Veltheim am Fallstein

Erste Nennungen derer von Veltheim finden sich unter der Regierung des Königs Heinrich IV. im ausgehenden 11. Jahrhundert. Es ist nicht erwiesen, dass sich die Familie um den heutigen Ort Veltheim an der Ohe bei Wolfenbüttel ansiedelte und dort eine Wasserburg errichtete. Vielmehr ist dies von dem bereits 966 erwähnten Ort Veltheim am Fallstein bei Osterwieck im Bistum Halberstadt anzunehmen, denn der letzte Graf Siegfried von Osterburg verzichtete 1232 zu Gunsten seines Lehnsherren auf die Kirchen in Veltheim und Osterode am Fallstein und den Zehnt in zwei umliegenden Dörfern.
Der Legende nach findet sich die erste Erwähnung der Familie in der Region nördlich des Harzes mit Ortholph von Veltheim, der 996 dem Turnier zu Braunschweig als Gast beigewohnt haben soll. Allerdings gibt es dafür keinerlei Belege. Einige der wenigen urkundlich nachweisbaren frühen Vertreter der Edelherren von Veltheim werden in einer Urkunde des Halberstädter Bischofs Burchard von Veltheim vom 25. Juli 1087 genannt. Es sind neben dem Bischof sein Bruder Adalgot von Veltheim und dessen Sohn Werner von Veltheim (Velthem). Burchard und Adalgot waren Neffen der Erzbischöfe Anno II. von Köln (ebenfalls von schwäbisch-edelfreier Herkunft) und Werner von Magdeburg (aus dem schwäbischen Geschlecht der Edelfreien von Steußlingen).
Bereits am 5. August 1068 hatte König Heinrich IV. an Lantfried, der vermutlich ein Bruder des Bischofs Burchard und des Adelgots von Veltheim war, 44 Hufen Land im Nordthüringau und in der Nordmark, die Burchard zuvor als Lehen besessen hatte, geschenkt. Das deutet darauf hin, dass der Halberstädter Bischof Burchard der erste seines Geschlechts war, der vermutlich aus Schwaben nach Sachsen kam und seine Brüder Lantfried und Adalgot nachkommen ließ. Denn die Veltheims aus der Harzregion führten ein Wappen mit drei schwarzen Balken, wie es ähnlich (mit 3 bzw. 2 Balken) auch für die gleichnamige Familie überliefert ist, die in Schwaben und in der Schweiz ansässig war.

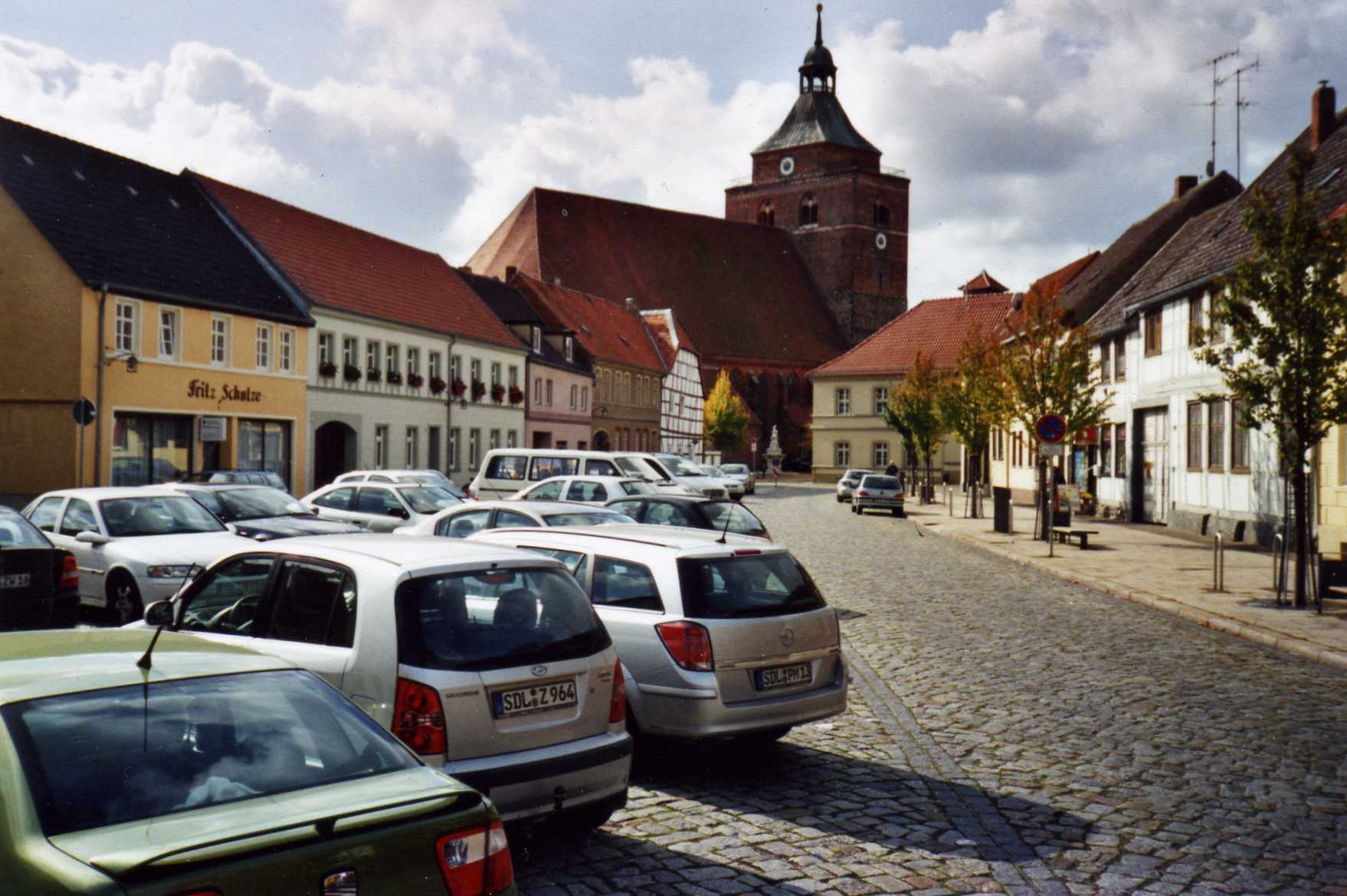
Osterburg (Altmark)

Die von Veltheim waren zu dieser Zeit als Lehnsträger der Bischöfe von Halberstadt nur Edelherren und noch keine Grafen. Der genannte Werner von Veltheim oder sein gleichnamiger Sohn wird erstmals in einer zwischen 1095 und 1101 entstandenen Urkunde des Klosters Lippoldsberg mit dem Adelsprädikat Graf als Werenherus comes bezeichnet, wobei jedoch nicht klar ist, ob mit diesem Werner wirklich ein Vertreter der Familie von Veltheim gemeint ist. Nach Brotruffs rückblickend erzählender „Anhalt. Chronik“ nahm Graf Warner to der Osterburch 1108 die Tochter Elecke des Grafen Otto zur Ehefrau. Mit Elecke ist Adelheid gemeint, die Tochter des Askaniers Otto, Graf von Ballenstedt, und damit Schwester des brandenburgischen Markgrafen Albrechts des Bären. Die Jahreszahl 1108 kann aber nicht stimmen, denn Adelheid hatte zunächst Heinrich IV., Graf von Stade, geheiratet, der als Heinrich II. Markgraf der Nordmark wurde. Erst nachdem dieser 1128 verstorben war, kann sie den genannten Werner von Osterburg geheiratet haben. Urkundlich wird Werner von Veltheim aber erst am 3. Oktober 1157 in einer Urkunde Albrechts des Bären im Kopialbuch des Klosters Ilsenburg als comes de Osterburch (= Graf von Osterburg) bezeichnet, worauf sich die 2007 erfolgte 850-Jahr-Feier der Stadt Osterburg bezog. Adalgot ist somit nicht nur Stammvater derer von Veltheim, sondern ebenso der Grafen von Osterburg. Die Bezeichnungen Comes de Veltheim und de Osterburg wurden in der Folgezeit oft gleichzeitig verwendet, zuletzt wurde jedoch der Name Veltheim immer mehr zu Gunsten von Osterburg verdrängt. 1170 gründet Graf Albrecht von Osterburg in Krevese bei Osterburg das Benediktinerinnen-Kloster, dessen Klosterkirche Krevese bis heute erhalten ist. 1238 erfolgt der entscheidende Einschnitt: der letzte Graf Siegfried von Osterburg und Altenhausen verzichtet auf die meisten seiner Güter und er sowie andere Vertreter der Grafenfamilie finden fortan keinerlei Erwähnung mehr.

## Ministerialen von Veltheim (Braunschweig)

Balkenwappen der braunschweigischen von Veltheim (nach der Wappenvereinigung mit dem Blätterstamm derer von Samptleben)

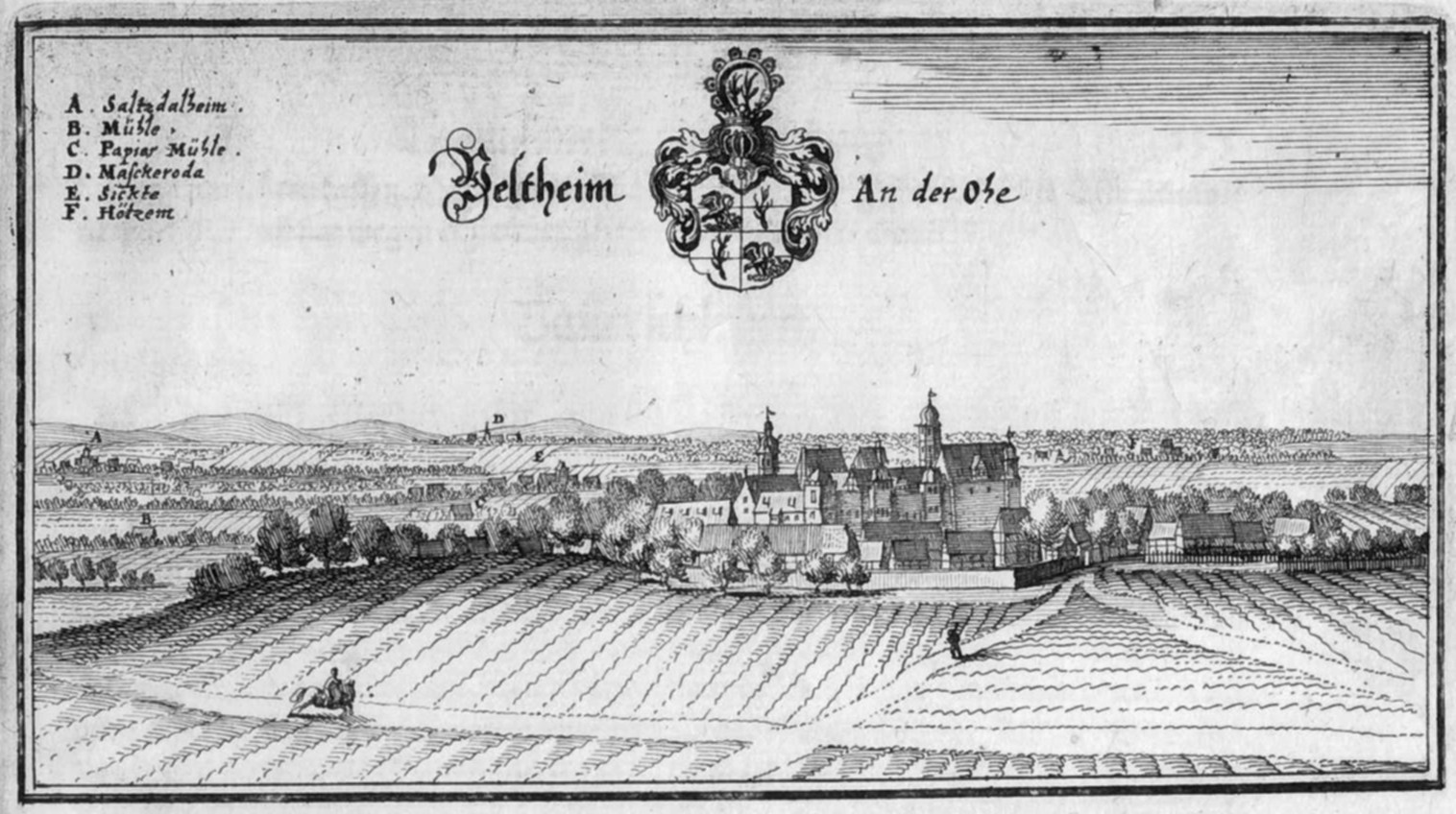
Veltheim an der Ohe um 1654/1658, Stich von Matthäus Merian

Das Adelslexikon des Genealogischen Handbuch des Adels von 2004 bestätigt, dass es mehrere, unabhängig voneinander bestehende Adelsgeschlechter von Veltheim gegeben hat, deren Verwandtschaft untereinander urkundlich nicht nachweisbar ist. Neben den Edelherren und Grafen von Veltheim beziehungsweise Osterburg gab es seit der Mitte des 12. Jahrhunderts auch das Ministerialengeschlecht von Veltheim im Raum Braunschweig. 1160 werden sie urkundlich erstmals mit diesem Namen erwähnt, der sich von der Burg Veltheim an der Ohe (im Landkreis Wolfenbüttel) ableitet.
Die Möglichkeit, dass diese Ministerialen aus dem Ritterstand von den eingangs genannten Grafen abstammen, ist nur eine sehr geringe und beruht lediglich auf folgender Erwägung:
Graf Werner III. von Veltheim hatte aus seiner Ehe mit Adelheid von Ballenstedt zwei Söhne. Der älteste Sohn Werner fiel vor Brandenburg und Graf Albrecht setzte das Geschlecht fort. Möglicherweise gingen aus dieser Ehe noch weitere Kinder hervor. Dazu könnte der 1141 genannte Ministeriale Othelricus de Velthem (1160 und in der Folgezeit als Rotherus de Feltem oder ähnlich erwähnt) gehört haben, auf den sich das Ministerialengeschlecht derer von Veltheim zurückführen lässt. Diese Variante ist aber unwahrscheinlich, da es im 12. Jahrhundert nur sehr selten vorkam, dass Edelherren in Ministerialendienst traten und damit zu Unfreien abstiegen.
Die Ministerialen von Veltheim führen seit 1391 das Balkenwappen, anstatt eines bis dahin verwendeten Lindenzweiges. Das Balkenwappen war allerdings das Wappen der Grafen von Veltheim und Osterburg gewesen. Ob diese Wappenänderung als Ausdruck erfolgt ist, dass die Ministerialen von den inzwischen erloschenen Osterburgern abstammten oder abzustammen behaupteten oder weil sie einst Burgmannen der Osterburger Grafen waren, bleibt umstritten. George Adalbert von Mülverstedt kommt in seiner Schrift Die Grafen von Osterburg und Lüchow zu letzterem Ergebnis. Die vorhandenen Quellen zu den braunschweigischen Veltheims im 13. und 14. Jahrhundert sind noch nicht hinreichend aufgearbeitet worden und lassen Fragen offen.
Die Familie teilte sich um 1406 in zwei Linien, als die Brüder Hans („Weiße Linie“) und Heinrich (IV.) („Schwarze Linie“) sich „sämtliche Güter an Lehen und Erbe“ aufteilten. Die Familie von Veltheim hat seit 1754 das von Herzog Carl I. von Braunschweig-Wolfenbüttel verbriefte Recht auf das Amt einer Domina des Klosters Marienberg in Helmstedt.
Nach dem Zweiten Weltkrieg wurde die Familie umfangreich enteignet. Sie flüchtete in die westlichen Besatzungszonen und verlor durch die Bodenreform in der Sowjetischen Besatzungszone Besitzungen, die sich teilweise seit dem Mittelalter in ihrem Besitz befunden hatten, darunter Harbke (seit 1303), Bartensleben (seit 1400), die Veltheimsburg in Alvensleben (seit 1439) und Ostrau (seit 1586), ferner den großen Fideikommiss Putbus auf Rügen, der im 20. Jahrhundert im Erbweg an einen Zweig gekommen war. Gegenwärtig sind Zweige der Familie noch auf folgenden niedersächsischen Rittergütern ansässig: Veltheim an der Ohe (von 1141 bis 1494 und wieder seit 1832), Destedt mit Cremlingen (seit 1356) und Glentorf (seit 1420).

### Veltheim an der Ohe

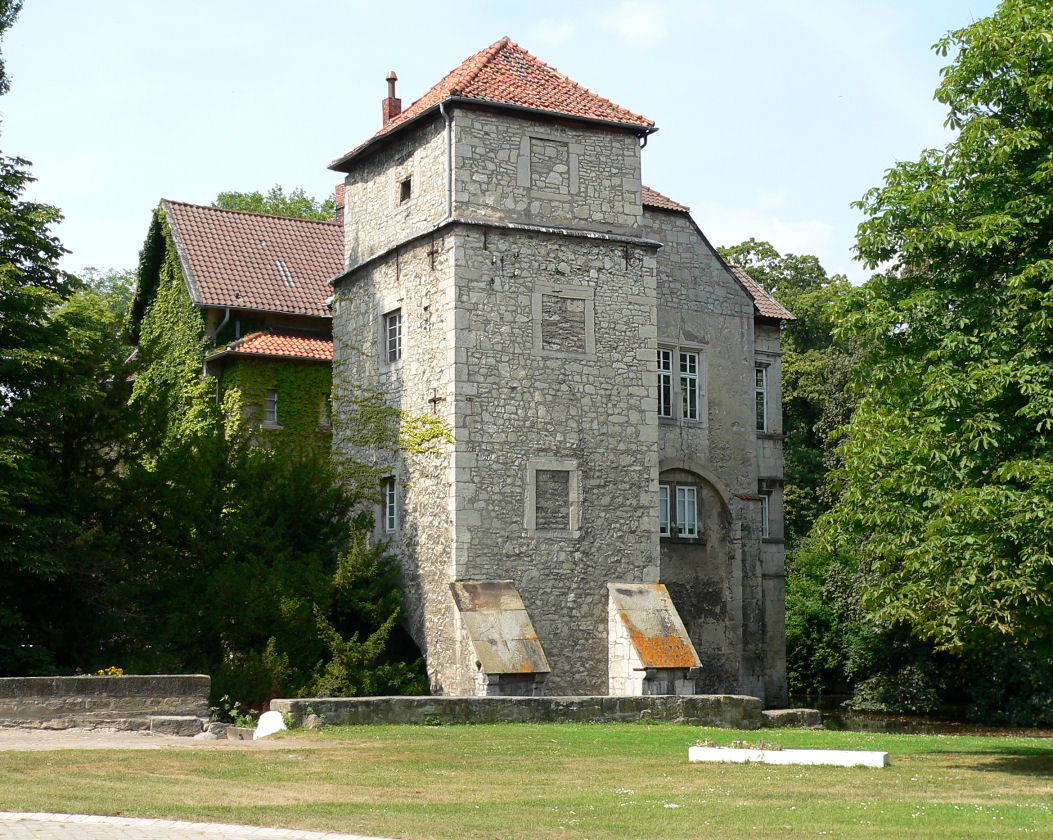
Schloss Veltheim an der Ohe

Der Stammvater Othelricus (bzw. Rotherus) de Velthem saß nachweislich spätestens ab seiner urkundlichen Ersterwähnung 1141 auf der Burg Veltheim an der Ohe.
Im späten 15. Jahrhundert wurde die Burg Veltheim von Bürgern aus Braunschweig erheblich zerstört, die gegen die Behinderung ihrer Handelswege nach Osten kämpften. Die Erhebung von legalem oder illegalem Wegzoll ging in dieser Zeit in die Raubritterei fließend über. Daraufhin verkaufte um 1494 Cord von Veltheim die zerstörte Burg an die Familie von Honrodt. Damit endete die Geschichte derer von Veltheim in Veltheim an der Ohe vorläufig. Die Familie von Veltheim blieb jedoch auf inzwischen erworbenen anderen Gütern in der Gegend von Helmstedt, Magdeburg und im Harz ansässig.
Die von Honrodt waren ein niedersächsisches Adelsgeschlecht, das 1814 im Mannesstamm erloschen ist. Zeitweise gab es aber verwandtschaftliche Beziehungen mit den von Veltheim, als etwa Heinrich von Veltheim (1644–1696) auf Alvensleben, Klein-Santersleben und Rottmersleben Felicitas von Honrodt (1644–1702) a.d.H. Veltheim a.d. Ohe heiratete.
Nach dem Aussterben der von Honrodt erwarb Wilhelm von Veltheim im Jahre 1832 das Stammgut Veltheim an der Ohe für die Familie zurück. Es befindet sich seither bis heute in ihrem Besitz. Der Landwirt Alexander von Veltheim ist derzeit Bürgermeister von Veltheim (Ohe).

### Harbke

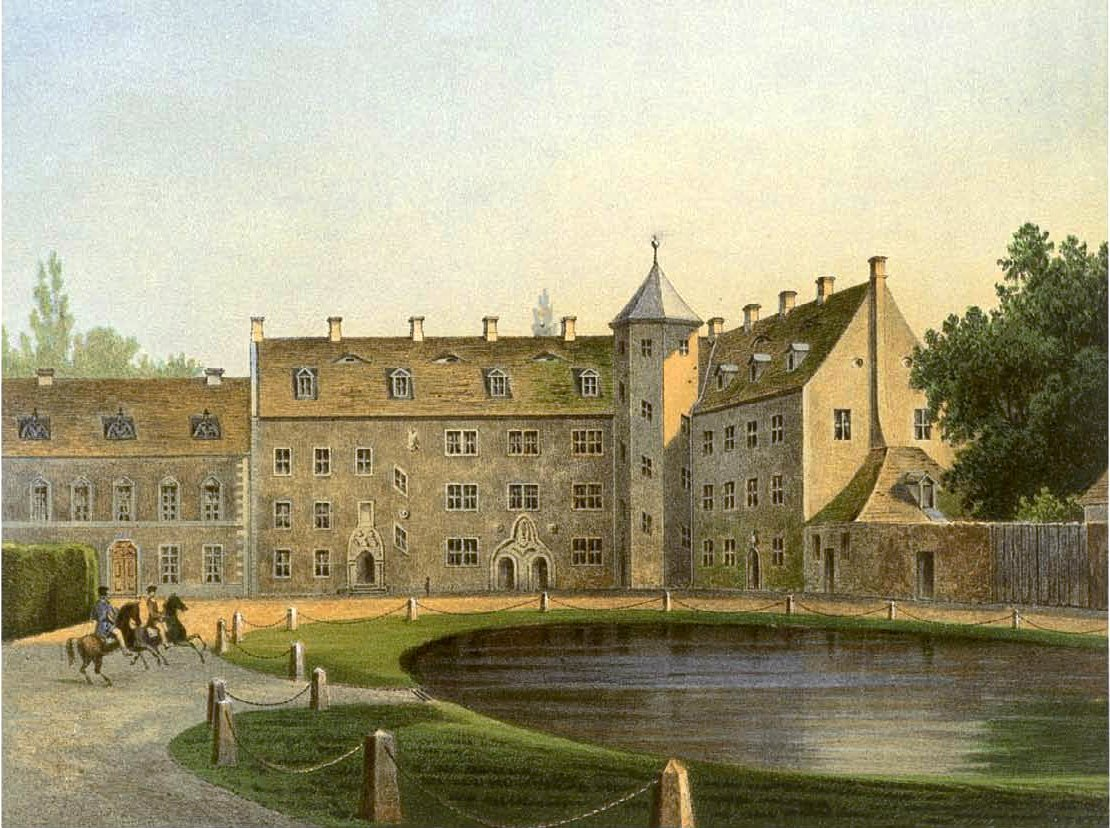
Schloss Harbke im 19. Jahrhundert

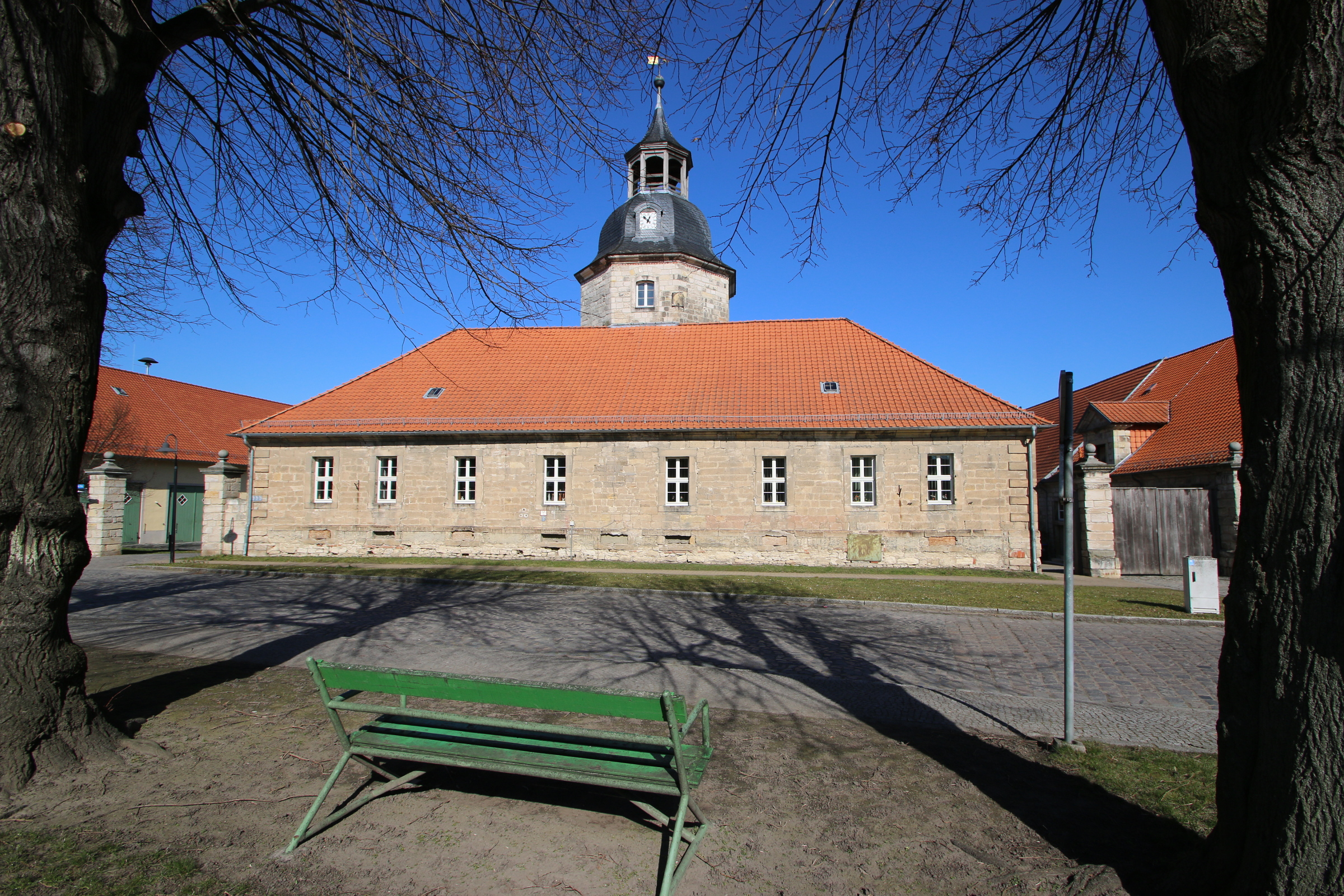
Gut Aderstedt

Zwischen 1303 und 1318 ging die Burg Harbke südlich von Helmstedt an die von Veltheim über, die sie bis zur Enteignung des Großgrundbesitzes 1946 besaßen.
Zwischen 1573 und 1579 wurde ein neuer Schlossbau im Renaissance-Stil errichtet. Mitte des 18. Jahrhunderts erfolgte ein barocker Umbau der Wirtschaftsgebäude, außerdem wurde ein französischer Park angelegt, der sich durch zahlreiche seltene Bäume auszeichnet und im 19. Jahrhundert im englischen Stil verändert und erweitert wurde. Deshalb suchte Goethe im Jahr 1805 von Helmstedt aus Schloss Harbke auf, um hier den Berghauptmann von Veltheim kennenzulernen und botanische Studien zu treiben.
Die hier ansässige gräfliche (schwarze) Linie ist 1860 mit dem braunschweigischen Staatsminister, Grafen Werner von Veltheim (1785–1860), im Mannesstamm erloschen, die Besitzungen fielen an die zum Teil mit Veltheims aus der weißen, freiherrlichen Linie verheirateten Töchter.
Nach der Enteignung 1946 unterließen es die neuen Machthaber, das schadhaft gewordene Dach zu erneuern, sodass das 1945 noch unversehrte Schloss Harbke in den folgenden Jahrzehnten verfiel. Inzwischen ist es Ruine. Der Landschaftspark wurde aber erhalten und rekonstruiert.
Zu Harbke gehörte bis 1854 auch das Gut Aderstedt am Harz und das Gut Groppendorf. Das Rittergut Aderstedt war von 1544 bis 1854 im Besitz der Familie, die dort um 1770 die Wasserburg durch ein barockes Gutshaus ersetzte. In der Aderstedter Kirche befinden sich noch Epitaphien der Familie.

### Destedt
Seit 1356 ist die Wasserburg Destedt im Besitz der Veltheims. 1430 und 1432 wurde sie von den Braunschweigern eingenommen, zerstört und nach dem Abbruch in Brand gesetzt. Nach Merian soll sie generationenlang in Trümmern gelegen haben.

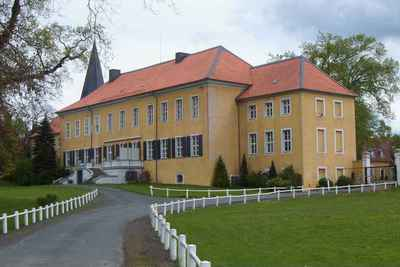
Schloss Destedt

Etwa zweieinhalb Jahrhunderte später, nach den Wirren des Dreißigjährigen Krieges, nahm der damalige Besitzer, Joachim Ludolf von Veltheim, einen Neubau der Oberburg in Angriff. Dadurch entstand im Jahre 1693 das heutige Schloss im Barockstil. Bei der Gestaltung hat vermutlich der braunschweigische Landesbaumeister Johann Balthasar Lauterbach mitgewirkt. Schloss und Gut befinden sich bis heute im Besitz der Familie, zugleich mit dem benachbarten Rittergut Cremlingen.
Georg Philipp von Veltheim, ab 1740 braunschweigischer Hofjägermeister, hat wahrscheinlich 1750 den Grund zur Anlage des Parks gelegt, indem er den Pfarrhof durch Landtausch erwarb. Zwischen 1750 und 1770 wurden die ersten Bäume gepflanzt. Johann Friedrich von Veltheim (1731–1800) beabsichtigte nach seiner Heirat mit Sidonie von Münchhausen, Tochter des seinerzeit bekannten Botanikers Otto von Münchhausen auf Schwöbber, den kleinen Französischen Garten westlich des Schlosses zu einem weitläufigen Landschaftspark zu erweitern. Ab 1768 begann die Anlage eines – weniger nach englischen als nach deutschen Vorstellungen geprägten – Parks unter Mitarbeit des Gärtners aus Schwöbber. Noch heute weist die Anlage einige Besonderheiten auf, hierunter die überwiegend amerikanischen Bäume, die General Friedrich Adolf Riedesel, Freiherr zu Eisenbach, von Amerika herübergesandt haben soll.

### Bartensleben

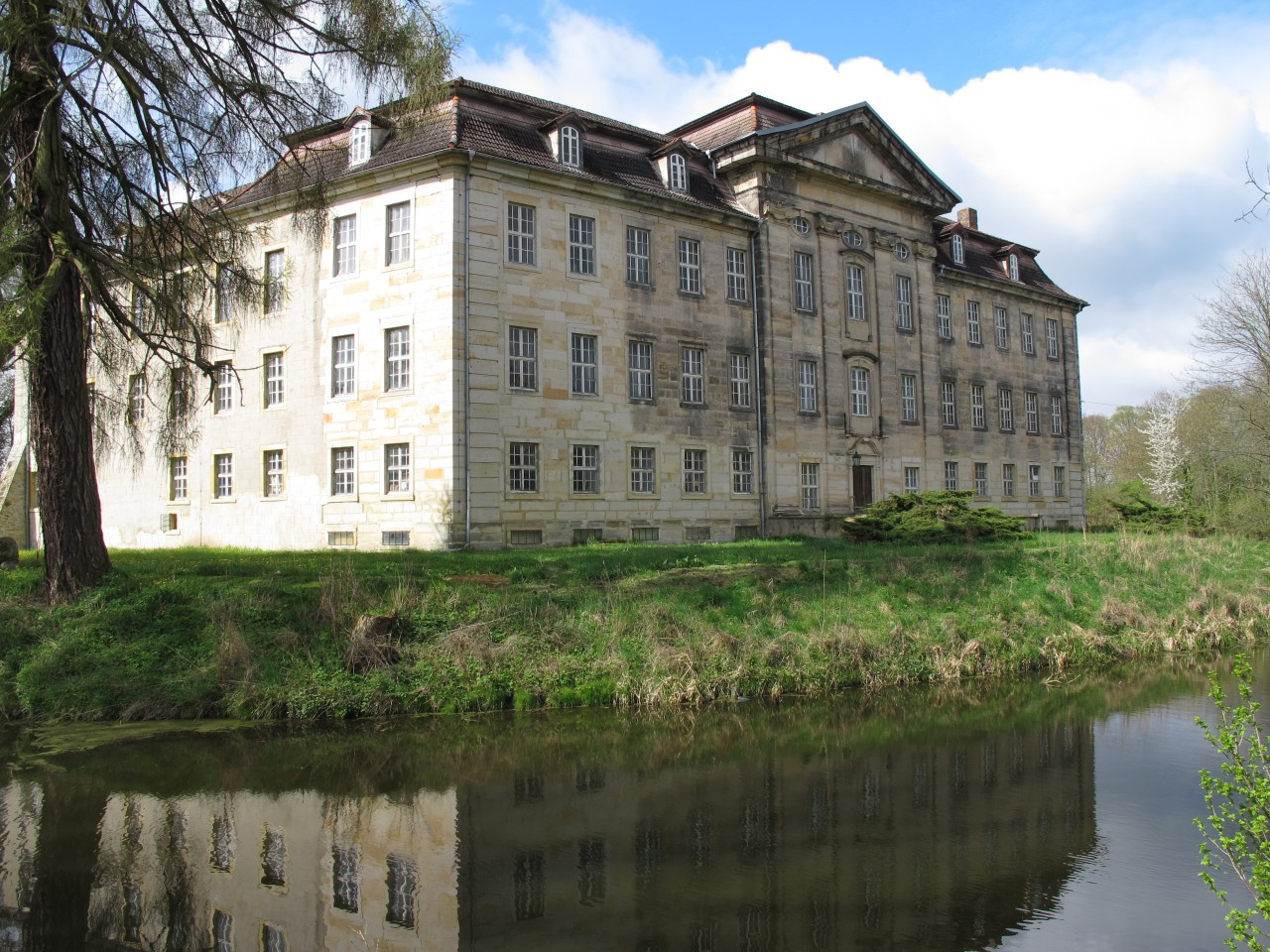
Schloss Bartensleben

Die von Veltheim ließen sich auf der Wasserburg Bartensleben in Bartensleben nieder, als Ludolf I. von Veltheim urkundlich am 18. Oktober 1400 durch einen Lehnsbrief des Erzbischofs von Magdeburg in den Besitz der Burgstelle kam. Überliefert ist darüber hinaus, dass einer seiner Nachfolger, Hilmar I. von Veltheim, 1467 mit dem Dorf Bartensleben belehnt wurde. Die von Veltheim blieben danach über ein halbes Jahrtausend, bis zur Enteignung durch die Bodenreform in der Sowjetischen Besatzungszone im Jahr 1945, auf Bartensleben ansässig.
Mitte des 18. Jahrhunderts errichteten sie auf den Grundmauern der früheren Wasserburg ein Barockschloss. In der Bartenslebener Kirche finden sich insgesamt 35 Epitaphe der von Veltheim. Des Weiteren gibt es in der Kirche eine Patronatsempore der Familie.
Nach der deutschen Wiedervereinigung 1990 kauften Jobst von Veltheim und sein ältester Sohn Nikolaus den Bartenslebener Forst im Jahre 1996 zurück. Heute befindet sich das Schloss Bartensleben in Privatbesitz und verfällt zusehends.

### Veltheimsburg in Alvensleben

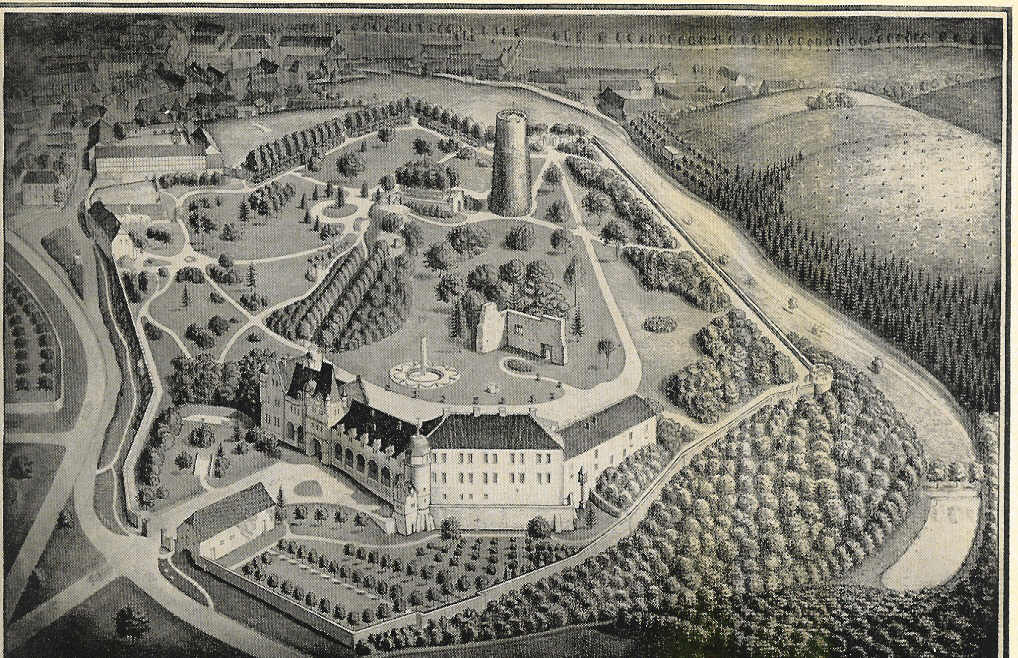
Anco Wigboldus: „Prospect der Burgen zu Alvensleben um 1937“ (im Vordergrund die Veltheimsburg, im Hintergrund der Bergfried der Bischofsburg)

Im Jahr 1439 erwarben die Veltheims die Markgrafenburg auf der Burg Alvensleben bei Haldensleben als Lehen von den Magdeburger Erzbischöfen, nachdem die Familie von Alvensleben bereits um 1270 ihren Hauptsitz auf die Burg Erxleben verlegt hatte. Sie war als sogenannte Hinterburg Teil der Befestigungsanlage und wurde seit Mitte des 18. Jahrhunderts als „Veltheimsburg“ bezeichnet – vermutlich zur besseren Unterscheidung von der Hauptburg Alvensleben, die weiter zum erzbischöflichen, später brandenburgischen Amt Alvensleben gehörte.
Im Zuge einer Separation konnte der Landrat August Wilhelm von Veltheim (1798–1848) 1837 das Gelände der inzwischen weitgehend abgetragenen Hauptburg hinzu erwerben und in einen Landschaftspark umgestalten. Die Gebäude der Veltheimsburg wurden 1882 und 1910 in romantisierender Form ausgebaut. Das Gut Veltheimsburg und die Burg blieben ebenfalls bis zur Enteignung durch die Bodenreform 1945 im Veltheimschen Besitz. Letzter Eigentümer war hier der Major Anton von Veltheim (1888–1952).

### Ostrau

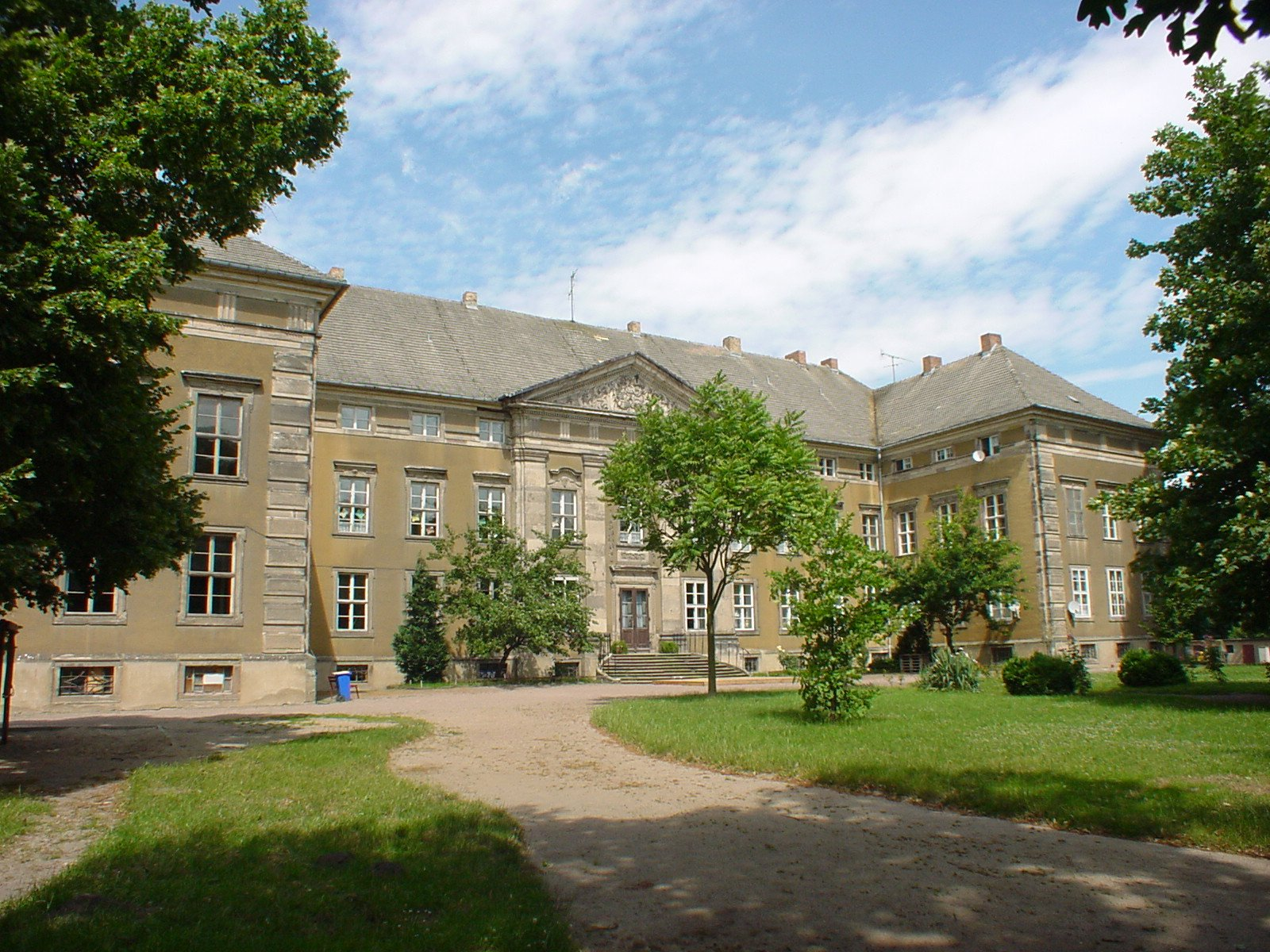
Schloss Ostrau

Um 1586 wird Achatius von Veltheim in Ostrau genannt, der mit dem Schloss Ostrau am 1. Februar 1586 von Kurfürst August von Sachsen belehnt wurde. Die Veltheims ließen die Burg zu einem vierflügeligen Renaissanceschloss mit weiträumigen Wirtschaftshof umbauen. Im Dreißigjährigen Krieg konnte sich die Burg gegen ein schwedisches Korps unter General von Königsmarck und gegen kaiserliche Truppen unter General Gallas halten.
Otto Ludwig von Veltheim ließ ab 1713 die alten Gebäude abreißen und durch den französischen Architekten Louis Remy de la Fosse ein Schloss im Stil des französischen Barock erbauen, das bis zur Enteignung 1945 im Besitz der Familie verblieb. Es zählt zu den wertvollsten Barockbauten des heutigen Landes Sachsen-Anhalt. Letzter Besitzer war der Indologe, Anthropologe und Weltreisende Hans Hasso von Veltheim. Mit seinem Tod ohne männliche Nachkommen starb 1956 die Linie Ostrau derer von Veltheim aus.

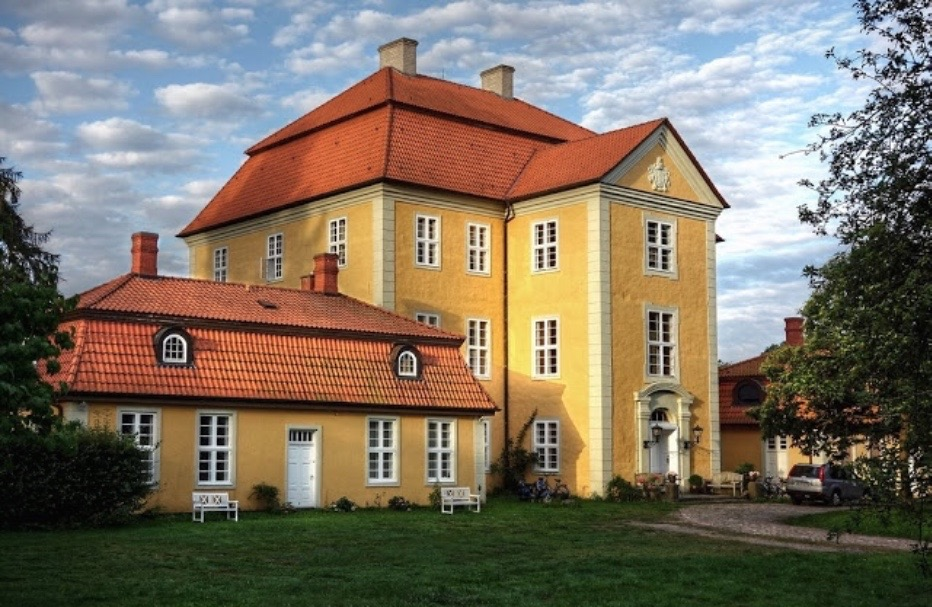
Quitzin in Vorpommern

Franz Wilhelm Werner von Veltheim (1785–1839), Herr auf Ostrau, Kösseln und Großweißandt, hatte zudem das nahe bei Berlin gelegene Gut Schönfließ (Mühlenbecker Land) erworben. Werner Freiherr von Veltheim (1843–1919) ließ dort anstelle des Landhauses ein komfortables Gutshaus errichten und intensivierte die Landwirtschaft – Schönfließer Produkte, vor allem frisches Gemüse, wurden in die Hauptstadt geliefert. Als der Investor Fürst Guido Henckel von Donnersmarck, ein Freund des Kaisers, 1907 mit dem Landschaftsarchitekten Ludwig Lesser die Gartenstadt Berlin-Frohnau anlegte, wurden dafür etwa 750 Hektar Schönfließer Gutsfläche verkauft. Dies geschah, da der Gesamtbetrieb den Familienfideikommissregeln unterlag, mit Genehmigung des Familienvorstandes derer von Veltheim, die mit der Auflage verbunden war, neue Flächen zu kaufen. Dafür wurde 1908 das Rittergut Quitzin mit dem Vorwerk Rolofshagen in Vorpommern erworben. 1937 wurde der damalige Besitzer Burghard von Veltheim von den Nationalsozialisten gezwungen, den Teilbetrieb Stolpe (etwa 950 Hektar) vor Berlin abzugeben. In dieser Zeit war er als aktives Mitglied der bekennenden Kirche nach dem Heimtückegesetz angeklagt. 1939 erwarb er das Gut Üselitz mit Klein Grabow auf Rügen. Quitzin wurde ab 1943 beschlagnahmt und beherbergte schließlich ein Wehrertüchtigungslager der SS. 1945 wurde er zusammen mit seiner Frau und acht anderen Schönfließer Bürgern vom NKWD inhaftiert. Er wurde als einziger wieder entlassen. Seine Frau und die anderen wurden im KZ Sachsenhausen interniert, wo sie 1946 verstarb. Burghard von Veltheim wurde vertrieben und starb 1951 in Hamburg. Sein Enkel Burghard Rübcke-von Veltheim kaufte zusammen mit seiner Frau Friederike, geb. Freiin von Blomberg, nach 1990 wesentliche Teile des Gutes Quitzin und des Vorwerks Rolofshagen sowie einige landwirtschaftliche Flächen in Schönfließ zurück. Seit 2001 klagt er auf Rückgabe des ehemaligen Besitzes aufgrund von verfolgungsbedingter Enteignung durch die Nationalsozialisten.

### Weitere Besitzungen
1420 erwarben die Veltheim das Rittergut Glentorf bei Königslutter. Seither sitzt auch auf diesem Gut bis heute ein Familienzweig.
Im 15. Jahrhundert war ferner die Burg Ummendorf im Besitz der von Veltheim.
Von 1452 bis 1457 waren die Veltheims kurzzeitig Herren auf Burg Scheidungen. Bertram, Ludwig und Hans, Gebrüder, Söhne von Hans III. von Veltheim erwarben 1452 Burgscheidungen. Bertram von Veltheim verkaufte es jedoch bereits 1457 weiter.
Zeitweise waren im Besitz der Familie ferner – neben den oben dargestellten – auch Altenhausen, Beetzendorf, Beienrode, Erxleben, Helmstedt, Hoggersdorf, Kalbe, Rottmersleben, Klein-Santersleben, Schackensleben, Schönfließ, Stolpe und Üselitz.

### Erbe des Hauses Putbus

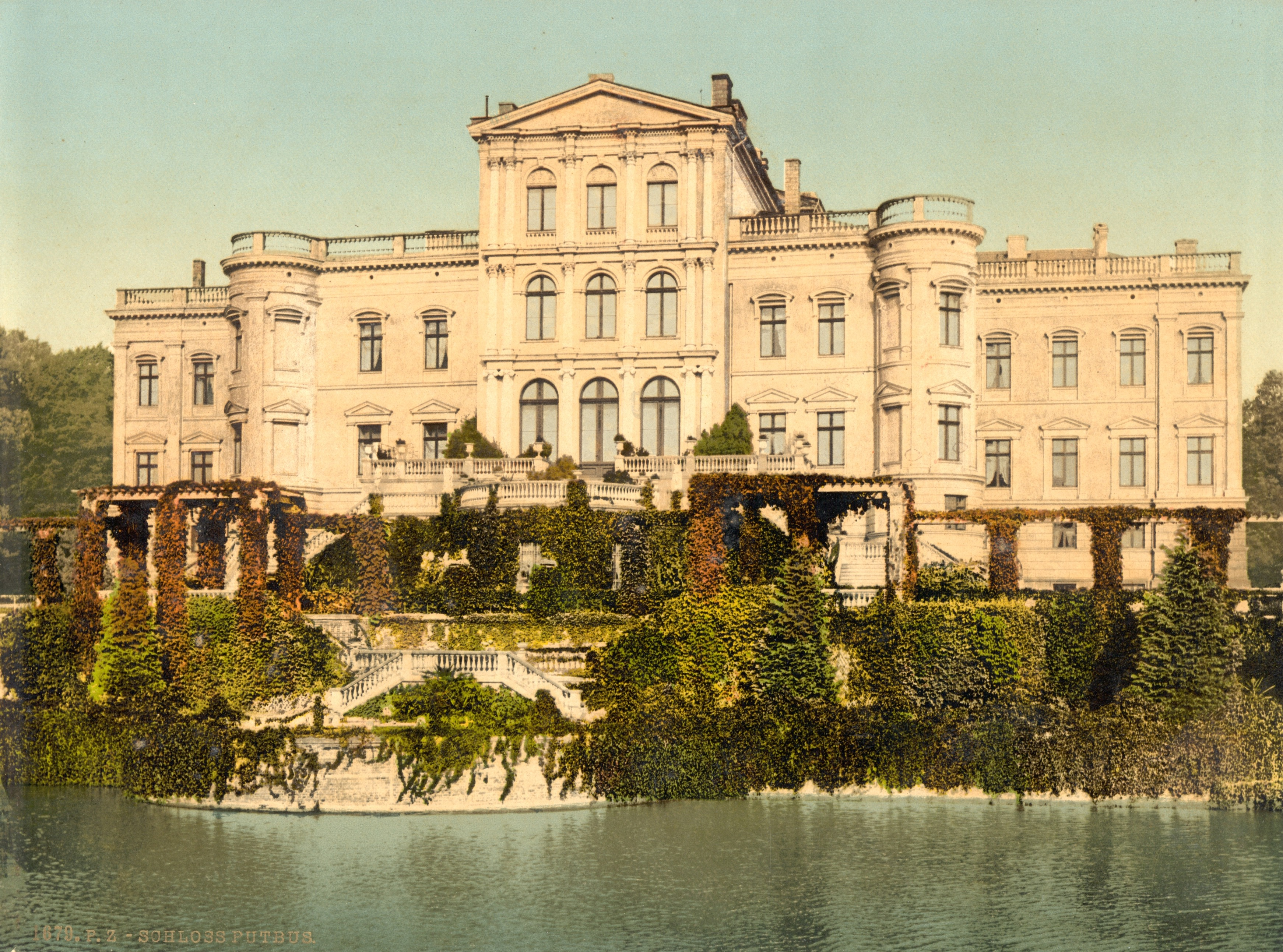
Schloss Putbus

Das Fürstenhaus Putbus auf der Insel Rügen und die Familie von Veltheim sind durch vier Generationen eheliche Verbindungen eingegangen: Fürst Wilhelm Malte I. heiratete 1806 die geschiedene Gräfin Luise von Veltheim; die gemeinsame zweite Tochter Asta (1812–1850) heiratete Franz von Veltheim (1812–1874); deren Tochter Wanda Maria Freiin von Veltheim-Bartensleben heiratete 1857 ihren Vetter Wilhelm Malte II.; zwei von deren Töchtern, Marie und Victoria, heirateten wiederum zwei Veltheims. Die Letztere, Viktoria Gräfin von Wylich und Lottum (1861–1933) aus Schloss Lissa bei Breslau, heiratete 1888 Ludolf Heinrich von Veltheim, der daraufhin den Namen von Veltheim-Lottum annahm. Ihr gemeinsamer Sohn Malte von Veltheim-Lottum (* 1889 † 1945) trat 1934 das Erbe seines mütterlichen Großvaters Wilhelm Malte II., Reichsgraf von Wylich und Lottum, seit 1861 Fürst und Herr zu Putbus, an und nahm mit Genehmigung des Reichsministers des Innern vom 20. Oktober 1938 den Familiennamen Malte von und zu Putbus an. Er starb 1945 im Konzentrationslager Sachsenhausen.
Sein Sohn Franz von und zu Putbus (* 1927; † 2004) verlor 1945 endgültig durch die Bodenreform die Besitzungen des Hauses Putbus, die rund ein Sechstel der Insel Rügen umfassten, und die zuvor von der NS-Regierung unter Zwangsverwaltung gestellt worden waren. Er erhob nach der Wiedervereinigung 1990 vor Gericht erfolglos Ansprüche auf die Rückerstattung der umfangreichen Liegenschaften aufgrund der Beschlagnahme durch die NS-Regierung. Seit 1951 führte er den Titel Fürst und Herr zu Putbus, die Namensführung wurde vom Deutschen Adelsrechtsausschuß nicht beanstandet und seine Familie im Genealogischen Handbuch des Adels bei den Fürstenhäusern (Abteilung III) eingetragen. Das Schloss Putbus war 1945 stark zerstört und anschließend abgerissen worden. Franz kaufte jedoch eines der Kavalierhäuser am Circus, dem kreisförmigen Platz vor dem Schloss, sowie geringe Teile seiner Ländereien zurück. Seine Witwe, Michaela Fürstin zu Putbus, geb. Gräfin von Carmer, zog nach seinem Tod 2004 nach Rügen und übernahm die Verwaltung des Besitzes, den der gemeinsame Sohn Malte Fürst zu Putbus (* 1964) übernahm.

### Standeserhöhungen
August von Veltheim (1741–1801) aus der Schwarzen Linie und Gutsherr auf Schloss Harbke, königlich preußischer Berghauptmann, wurde am 6. Juli 1798 in Berlin in den preußischen Grafenstand erhoben. Am 15. Oktober 1840 erfolgte die preußische Verleihung der Erbmarschallwürde des Herzogtums Magdeburg in Berlin für Röttger Graf von Veltheim, Majoratsherr auf Harbke, Aderstedt und Groppendorf, Erbküchenmeister des Herzogtums Braunschweig.
In Anerkennung seiner Dienste für das Herzogtum Braunschweig/Lüneburg wurde Hans von Veltheim (Weiße Linie), k. u. k. Leutnant, am 11. Juli 1848 in den Freiherrenstand erhoben. Am 8. November 1851 erfolgte für denselben die österreichische Prävalierung des Freiherrntitels.

## Veltheim in der Schweiz
In der Schweiz gab es ebenfalls eine Familie von Veltheim, die ihren Namen von ihrem Sitz in Veltheim (Stadt Winterthur) ableitete (oder diesem Ort ihren Namen verlieh). Bemerkenswert ist die Ähnlichkeit des Wappens der Schweizer Familie mit dem der schwäbischen. Ein verwandtschaftlicher Zusammenhang erscheint daher möglich. Es gibt bis heute Namensträger des Namens „von Felten“, die sich möglicherweise auf die von Veltheim zurückführen lassen.

## Wappen

### Stammwappen
Das Stammwappen der wohl ursprünglich schwäbischen Familie von Veltheim zeigt auf Gold einen schwarzen Balken mit 2 weißen Fäden belegt. Auf dem Helm befinden sich 2 Hörner in den gleichen Farben. In Weigelschen Wappenbuch von 1734 wird diese Wappenzeichnung mit der Schreibweise von Feldtheim für eine schwäbische Familie genannt. Somit erschließt sich daraus, dass die Grafen von Veltheim und Osterburg, die dasselbe Wappen führten, mit ihnen in Zusammenhang standen. Auch die Schweizer von Veltheim führten ein ähnliches Wappen.
Die braunschweigischen Ministerialen von Veltheim führen seit 1391 das Balkenwappen, anstatt eines bis dahin verwendeten Lindenzweiges.

### Wappenvereinigung

Wappen der braunschweigischen Veltheim, nach Wappenvereinigung mit den von Samptleben

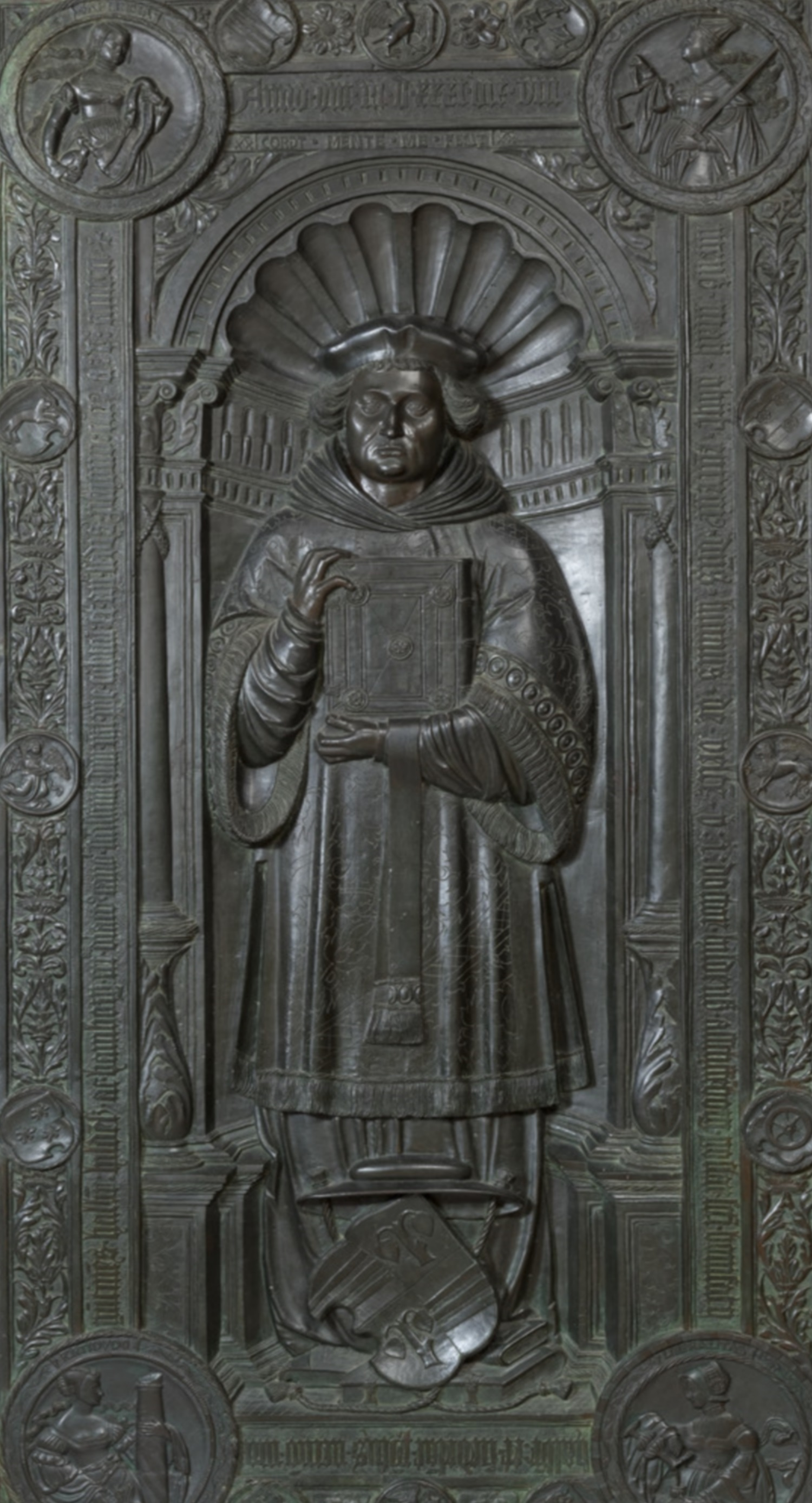
Erste vereinte Wappendarstellung auf dem Epitaph von Livinius von Veltheim

Vermutlich im 15. oder frühen 16. Jahrhundert fand eine Wappenvereinigung der braunschweigisch-magdeburgischen Familie von Veltheim mit dem der Familie von Samptleben (auch Sambeleben, oder Samtleben) statt, die einen Stamm mit zwei Blättern im Wappen führten. Erstmals dokumentiert ist die Vereinigung mit dem Epitaph von Livinius von Veltheim (Probst des Kollegiatstifts St. Peter und Alexander in Aschaffenburg) im Dom St. Maria von Hildesheim, der um 1531 verstarb. Sicher belegt ist die Verwendung des neuen, gevierten Wappens im Jahr 1563, dem Jahr, in dem es in der Kirche von Burgscheidungen angebracht wurde. Johann Siebmacher zeigt das neue Wappen in seinem 1605 erschienenen Wappenbuch.
Das gevierte Wappen zeigt im Feld eins und vier auf Silber einen schrägen roten Ast mit zwei abwärtsgebogenen roten Blättern und im Feld zwei und drei auf Gold ein schwarzer Balken mit zwei weißen Fäden belegt. Das Wappen der Familien Samptleben zeigt vor der Vereinigung auf dem Helm ein Kissen und im Schild einen Stamm mit zwei Blättern. Beide Elemente finden sich im vereinten Wappen wieder.
Die Quellen beschreiben bis heute nicht, wann und warum die Wappenvereinigung genau stattfand. Belegt ist nur, dass das Geschlecht derer von Samptleben erst 1587 ausgestorben ist. Wappenvereinigungen fanden damals in der Regel in zwei Fällen statt: Bei Erbgängen von einer (meist erloschenen) Familie auf eine andere; oder wenn eine Abstammungsgemeinschaft, also eine gemeinsame Wurzel, zweier Familien vermutet wurde (wobei man in früheren Jahrhunderten mit solchen Vermutungen sehr großzügig umging, sodass sie in der quellenkundlich sorgfältigeren Gegenwart oft in Frage gestellt oder widerlegt werden). Ein Verwandtschaftsverhältnis beider Familien lässt sich jedenfalls bislang weder in der einen noch in der anderen Weise belegen.
Der Baumstamm aus dem Wappen derer von Samptleben findet sich in der Farbe grün auch im modernen Ortswappen von Veltheim an der Ohe wieder.

### Wappenabbildungen
(Quelle: Weigelsches Wappenbuch von 1734)

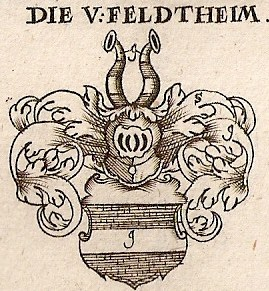
Wappen 1 der schwäbischen Familie von Feldtheim
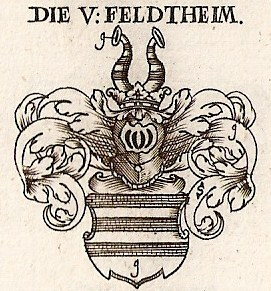
Wappen 2 der schwäbischen Familie von Feldtheim
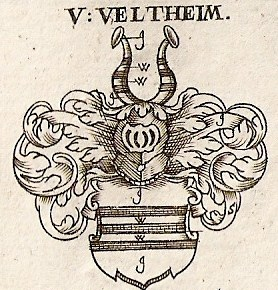
Wappen der Schweizer Familie von Veltheim oder von Felten
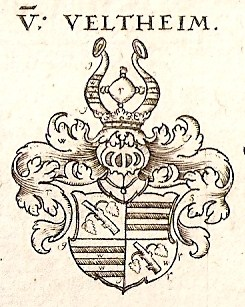
Kombiniertes Wappen der braunschweigischen Familie von Veltheim mit denen von Sambeleben
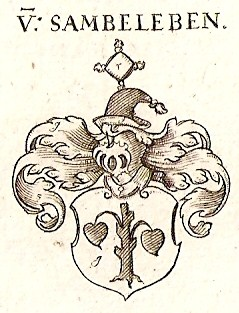
Wappen der braunschweigischen Familie von Samptleben oder von Sambeleben
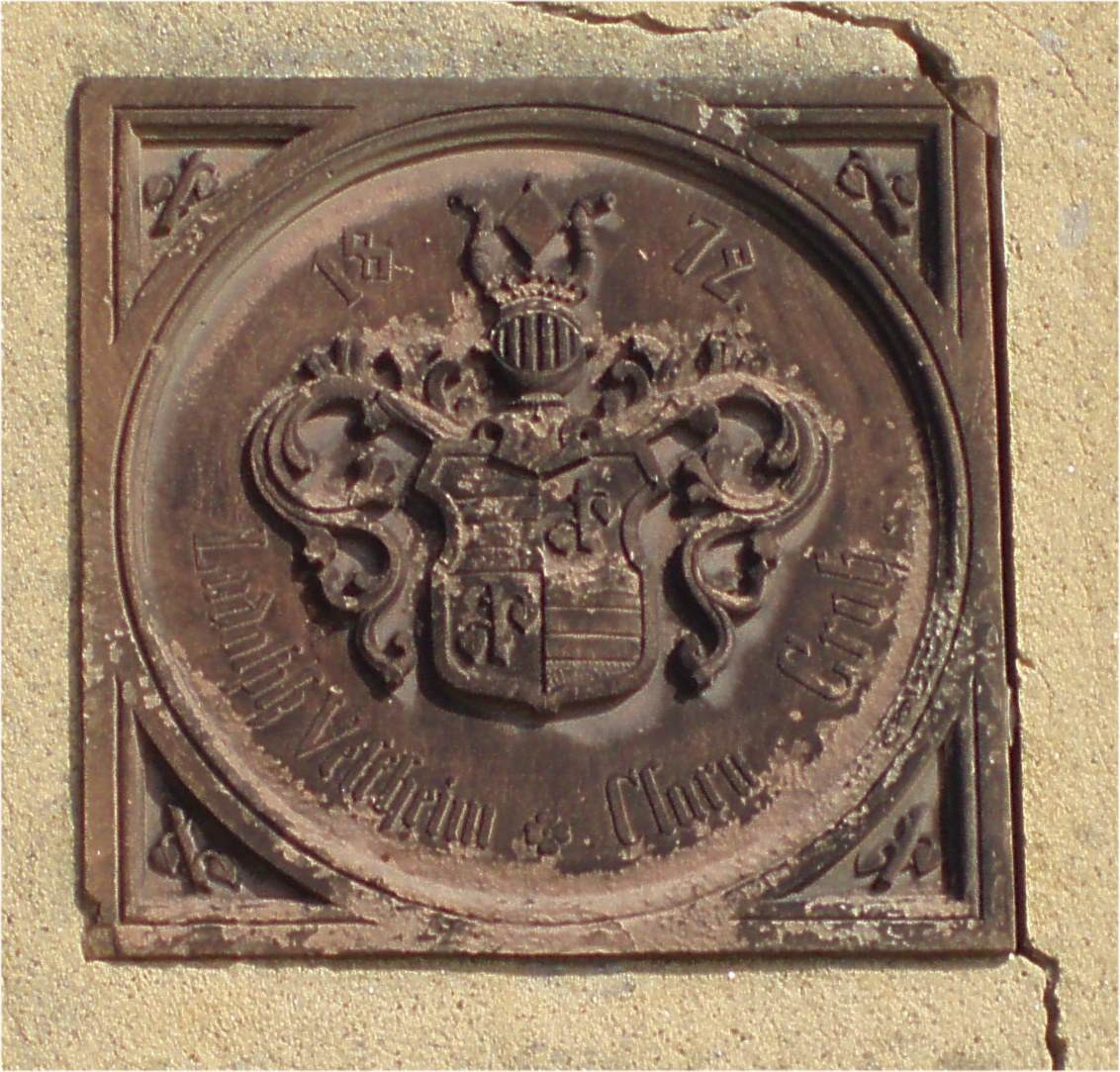
Wappen Ludolph von Veltheim, 1872
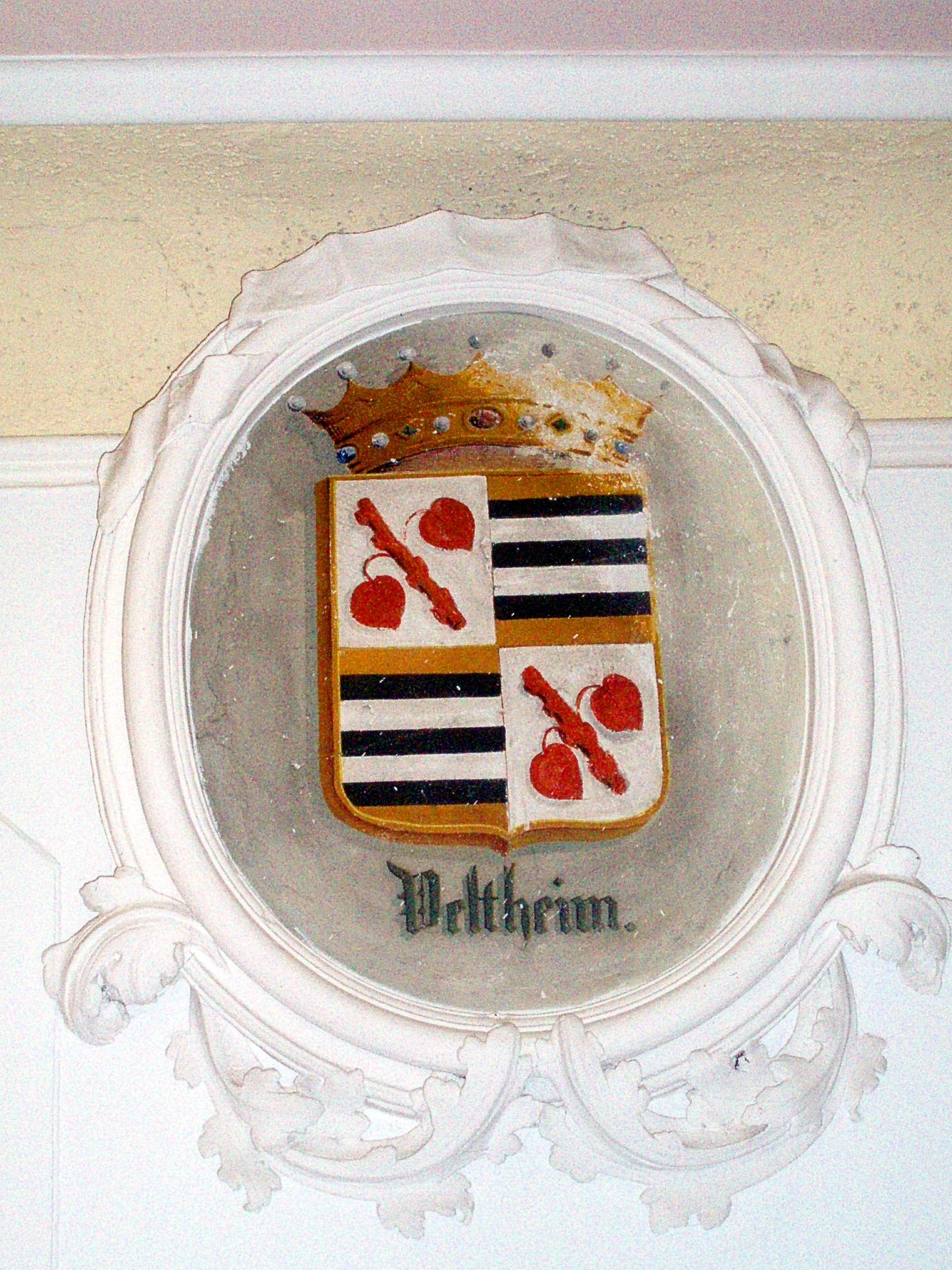
Familienwappen 18. Jh.

## Bekannte Namensträger

### Grafen von Veltheim-Osterburg
- Adalgot von Veltheim, Stammvater derer von Veltheim
- Burchard von Veltheim (um 1028–1088), Bischof von Halberstadt
- Werner I. von Veltheim (um 1100), Neffe des Bischofs Burchard II. von Halberstadt
- Adalgod von Osterburg, Graf von Veltheim († 1119), von 1107 bis 1119 Erzbischof von Magdeburg
- Rudgar von Veltheim († 1125), von 1119 bis 1125 Erzbischof von Magdeburg
- Albertus comes de Osterburg, 1194 Zeuge in einer Urkunde Ludolfs, Erzbischof von Magdeburg[19]

### Herren von Veltheim (Braunschweig)

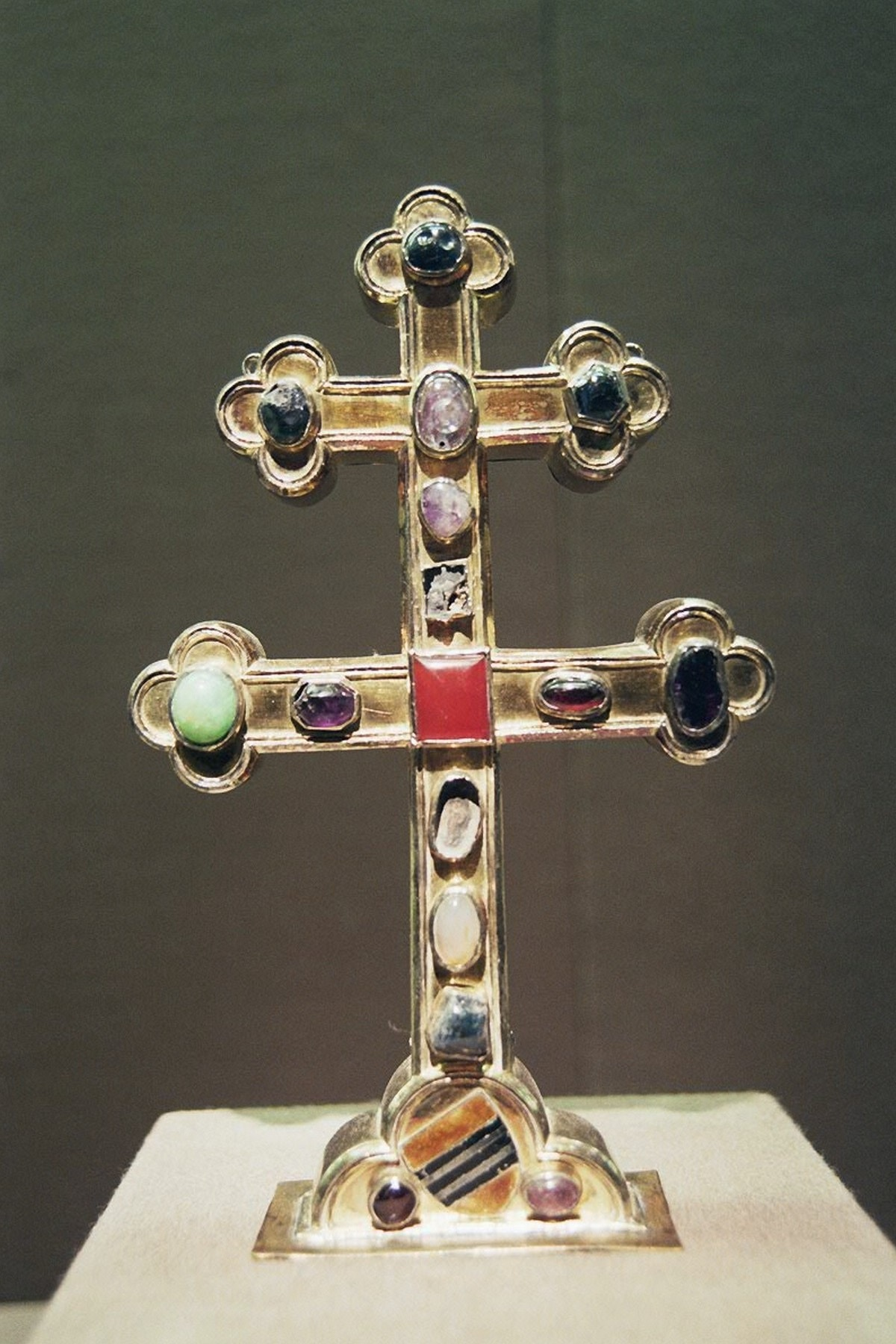
Veltheimkreuz aus dem Welfenschatz (Anfang 14. Jh.)

- Ludolf von Veltheim, erwähnt 1312 und 1326, unternahm eine Pilgerfahrt ins Heilige Land und war vermutlich der Stifter des Veltheimkreuzes (mit mitgebrachten Reliquien) aus dem Braunschweiger Domschatz (Welfenschatz), das sich heute im Art Institute of Chicago befindet.[20]
- Heinrich von Veltheim (Hinrik van Velthem), um 1381 wegen besonderer Grausamkeit berüchtigt[21][22]
- Friedrich Ulrich von Veltheim (1604–1665), als der Grimmige Mitglied der Fruchtbringenden Gesellschaft
- Johann Friedrich von Veltheim (1616–1641), als der Genesende Mitglied der Fruchtbringenden Gesellschaft
- Heinrich Adrian von Veltheim (1673–1709), Herr auf Alvensleben, Rottmersleben, Lut.-Santersleben und Schackensleben
- Adrian Friedrich von Veltheim (1710–1765), kurhannoverscher Generalmajor und Kommandeur eines Dragonerregiments (fälschlich auch: Adrian Dietrich)[23]
- Carl August von Veltheim (1718–1781), kurhannoverscher Generalleutnant
- Graf August von Veltheim (1741–1801), Berghauptmann, Mineraloge
- Johann August von Veltheim (1754–1829), Offizier in britischen Diensten (King’s German Legion) und Generalleutnant im Königreich Hannover
- Röttger von Veltheim (1781–1848), Grundbesitzer und Privatgelehrter
- Franz von Veltheim (1785–1839), preußischer Oberberghauptmann
- Hans von Veltheim (1798–1868), deutscher Forstmann, Politiker und Hofbeamter
- Hans von Veltheim (1818–1854), braunschweigischer Kammerherr sowie dramatischer Dichter und Karikaturist
- Karl Friedrich (genannt Fritz) von Veltheim (1824–1896), Präsident der braunschweigischen Landesversammlung, Mitglied der Regentschaftsrates
- Charlotte von Veltheim (1832–1911), Domina von Kloster Marienberg, Mitgründerin des Niedersächsischen Paramentenvereins und Stifterin des Helmstedter Kreiskrankenhauses St.-Marienberg
- Werner von Veltheim (1843–1919), Schlosshauptmann von Königs Wusterhausen
- Franz von Veltheim-Harbke, Fideikommissherr,[24] Fürst[25] und Herr zu Putbus (1848–1927), Kommendator der Pommerschen Genossenschaft[26] des Johanniterordens[27]
- Hans-Hasso von Veltheim (1885–1956), Reiseschriftsteller und Anthroposoph
- Malte von Veltheim-Putbus (1889–1945), Großgrundbesitzer
- Ludolf von Veltheim (1924–2007), Landwirt und Sportfunktionär

## Weitere Literatur
- Bernhard Kiekenap: Die Familie von Veltheim und der Braunschweiger Aufstand im September 1830, Appelhans, Braunschweig 1998. ISBN 3-930292-14-9.
- John Palatini: Alter Adel, neuer Geist. Studien zur Biographie und zum Werk Hans-Hasso von Veltheims, Hrsg. Georg Rosentreter, (= Ostrauer Schriften; 1), 2. Auflage, Mitteldeutscher Verlag, Halle/Saale 2017. ISBN 978-3-95462-970-1.
- John Palatini: Das Erbe der Veltheims : Schloss, Park und Kirche Ostrau, Hrsg. Georg Rosentreter, (= Ostrauer Schriften; 2), 2. Auflage, Mitteldeutscher Verlag, Halle/Saale 2017. ISBN 978-3-95462-971-8.
- Rolf von Felten: Die Edelfreien von Veltheim 1020-1520. Ein Geschlecht bewegt sich zwischen Aare und Elbe, Odilo Verlag, Jens 2020. DNB 1238085555
- Rolf von Felten: Bucco von Veltheim – ein Bischof geht in den Widerstand gegen König Heinrich IV. 1059-1088, Odilo Verlag, Jens 2020. DNB 1238097685
- Rolf-Torsten Heinrich: Wappen auf Epitaphien und Grabplatten des Magdeburger Domes, BoD, Norderstedt 2022, S. 266 ff. ISBN 978-3-7568-1942-3.